# Hyundai Genesis Coupe
La Hyundai Genesis Coupe est une automobile de type coupé produite par le constructeur automobile sud-coréen Hyundai de 2008 à 2016.
Dessiné par Eric Stoddard, il est restylé en 2012. Ce restylage inclut un nouveau capot, des phares et un bouclier inédits.
Le V6 3.8 couplé à une nouvelle boîte automatique à convertisseur de couple et huit rapports est peu sportif. Conçue pour séduire la clientèle américaine, la Genesis Coupe est donc plus rapide et confortable que dynamique.
Pesant plus d'1,5 tonne à vide, elle est relativement pataude ; en revanche son équipement est large puisque la sellerie cuir, les jantes de 19 pouces, les projecteurs au xénon, le toit ouvrant et l'ioniseur d'air sont de série, limitant la liste des options à la seule peinture métallisée.
Elle est commercialisée en Europe de fin 2010 à 2013.

## Finitions

Hyundai Genesis Coupe phase 2
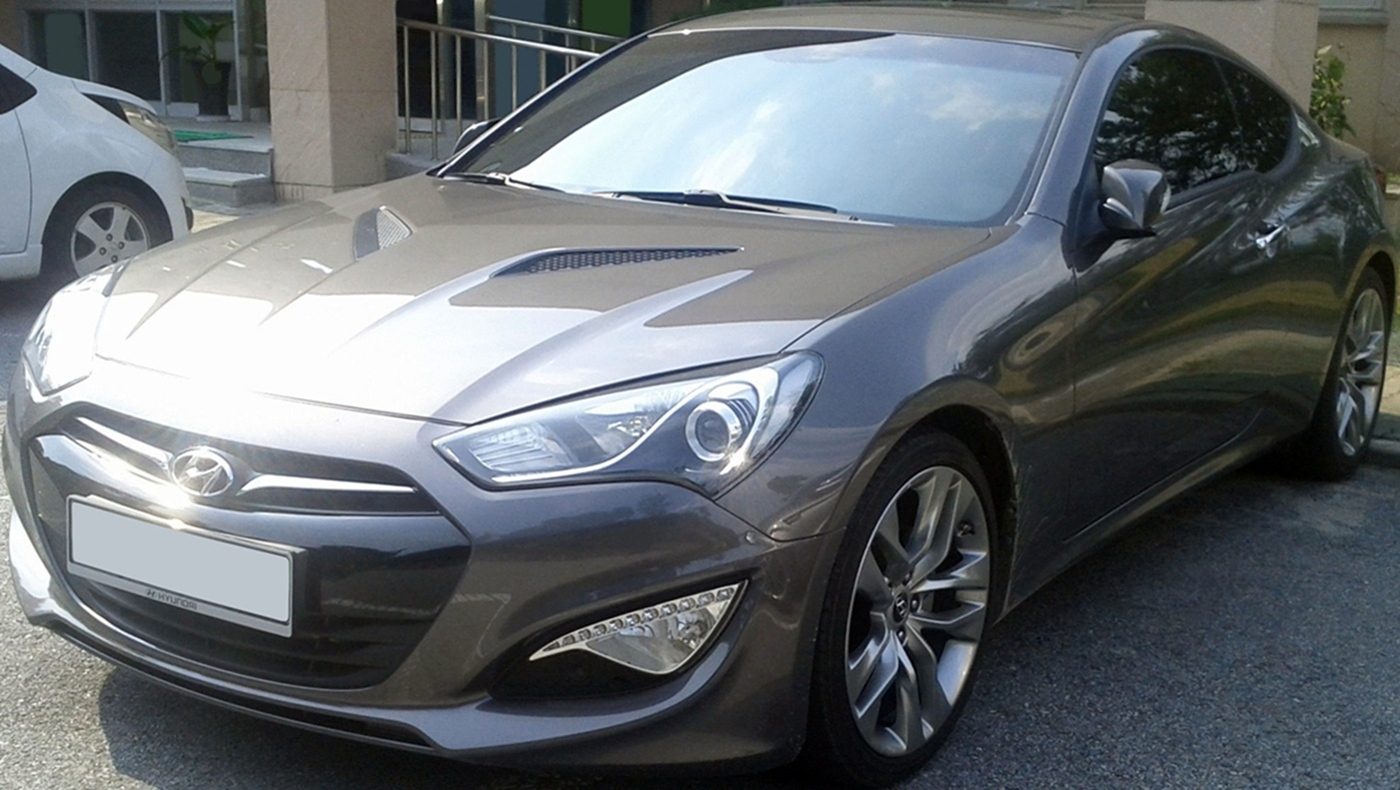
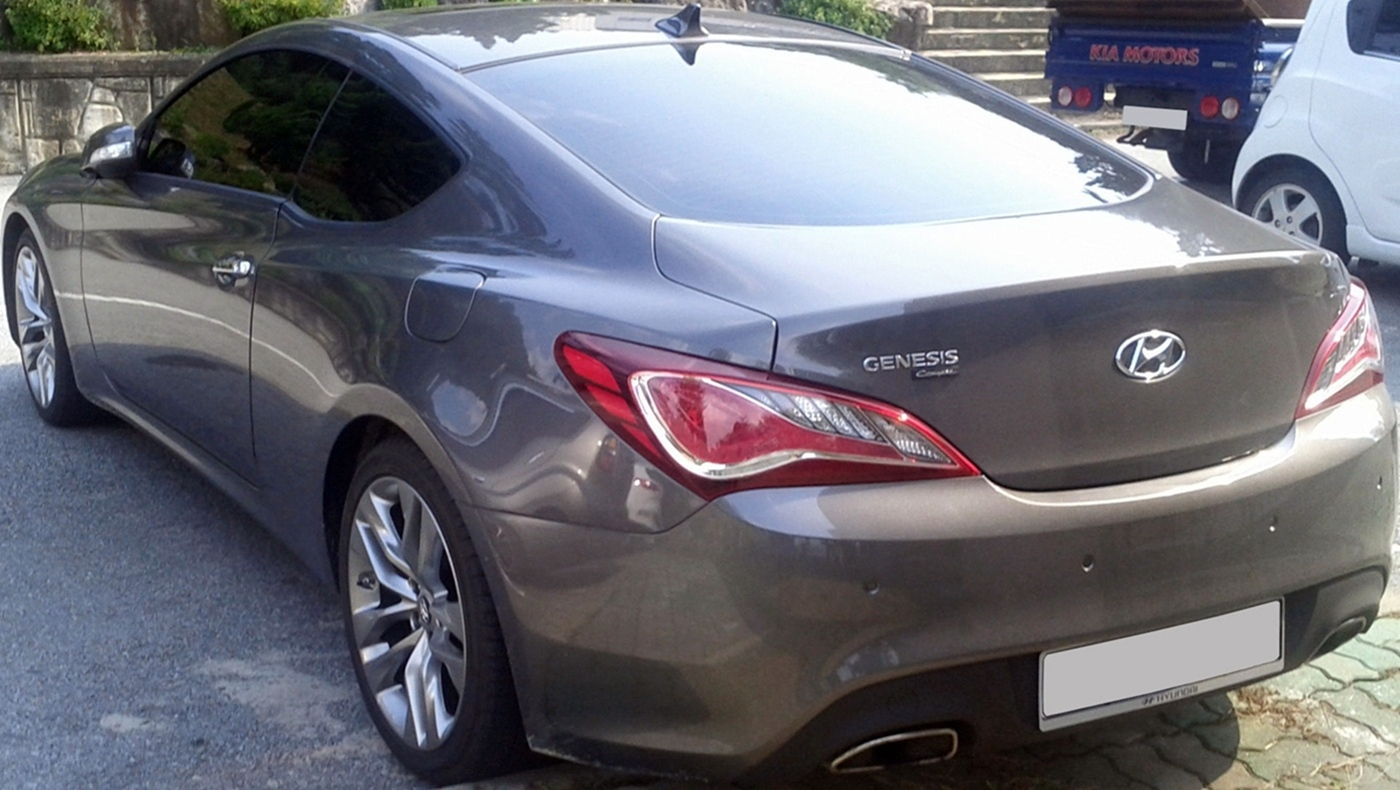

## Ventes
| Année | Corée du Sud | Etats-Unis | Canada | Europe, |
| ----- | ------------ | ---------- | ------ | ------- |
| 2008  | 2,016        | 0          | 0      | 0       |
| 2009  | 6,999        | 8,285      | 2,407  | 0       |
| 2010  | 2,771        | 12,674     | 3,113  | 159     |
| 2011  | 1,568        | 14,148     | 2,809  | 1,708   |
| 2012  | 1,261        | 11,286     | 1,773  | 978     |
| 2013  | 385          | 12,526     | 1,813  | 293     |
| 2014  | 329          | 10,859     | 1,514  | 66      |
| 2015  | 243          | 6,457      | 1,029  | 8       |
| 2016  | 65           | 4,781      | 952    | 0       |
| 2017  | 0            | 1,055      | 144    | 0       |
| 2018  | 0            | 2          | 0      | 0       |